# Хартхоф (станция метро)
«Хартхоф» (нем. Harthof) — станция Мюнхенского метрополитена, расположенная на линии  между станциями «Дюльферштрассе» и «Ам Харт». Станция находится в районе Мильбертсхофен-Ам Харт (нем. Milbertshofen-Am Hart).

## История
Открыта 20 ноября 1993 года в составе участка «Шайдплац» — «Дюльферштрассе». Станция названа именем района, в котором она находится. Станция планировалась под названием «Вайпрехтштрасе» (нем. Weyprechtstraße).

## Архитектура и оформление
Однопролётная станция мелкого заложения, планировалась и оформлялась архитектурным бюро Обермайер (нем. Obermeyer). Зигзагообразный потолок с тремя рядами ламп косвенно распределяет свет над платформой. Путевые стены облицованы светло-розовым и гранат-красным стеклянным кафелем, который отражает часть света. Примерно на высоте человеческого роста по всей путевой стене проходит красная полоса. Платформа выложена серыми плитами. Имеет два выхода по обоим концам платформы. В северной части платформы расположен лифт, который идёт через вестибюль на улицу.

## Таблица времени прохождения первого и последнего поезда через станцию

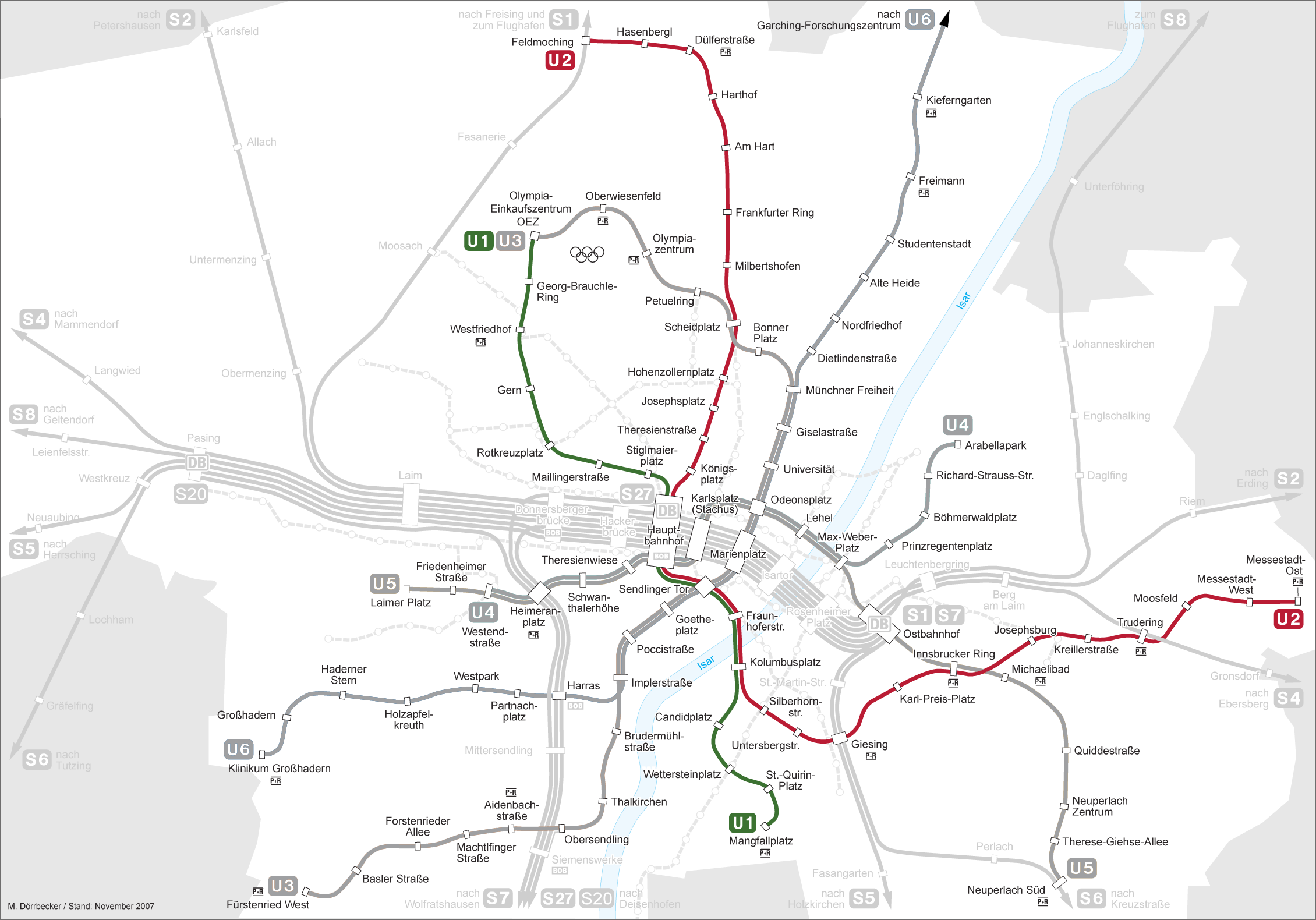
Сеть линий и мюнхенского метро

|                                    | Воскресенье — Четверг (ч:мм) | Пятница — Суббота (ч:мм) |
|                                    | первый                       |                          |
| последний                          |                              |                          |
| В сторону станции «Дюльферштрассе» | 4:48                         | 4:48                     |
| В сторону станции «Дюльферштрассе» | 1:33                         | 2:33                     |
| В сторону станции «Ам Харт»        | 4:12                         | 4:12                     |
| В сторону станции «Ам Харт»        | 0:57                         | 1:57                     |

## Пересадки
Проходят автобусы следующих линий: 141, 170, 171 и ночной N41.
| Предыдущая станция | Расстояние | Линия | Расстояние | Следующая станция |
| ------------------ | ---------- | ----- | ---------- | ----------------- |
| Дюльферштрассе     | 1112 м     |       | 962 м      | Ам Харт           |